# Pinacothèque nationale de Bologne
 (août 2025).
La pinacothèque nationale de Bologne (italien : Pinacoteca nazionale di Bologna est le musée principal de la ville de Bologne, en Émilie-Romagne. Située au 56 de la via Belle Arti, elle comprend, entre autres collections, un nombre important d’œuvres de l'école bolonaise des XIIIe au XVIIIe siècle.

## Histoire

### Origines
Le premier noyau de la future Pinacothèque est l'achat en 1762, par monseigneur Giacomo Zambeccari, de huit panneaux du début du XVIe siècle provenant de la démolition de l'église Santa Maria Maddalena, pour l'Institut des sciences et destinés à être conservés à l'Académie clémentine, la section artistique de l'Institut scientifique. En 1776, toujours pour l'Académie clémentine, une douzaine de tableaux du XIVe siècle et d'icônes byzantines ont été achetées, provenant du legs d'Urbano Savorgnan, déjà situé dans l'oratoire de San Filippo Neri.
Un autre centre de conservation de la ville était l'appartement des Gonfalonières du Palazzo pubblico, où, à côté d'œuvres comme le Retable du Vœu de Guido Reni, conservées pour leur haute signification civique, des peintures de l'école de Raphaël, Lavinia Fontana et Annibale Carracci.

### Galerie de peinture de l'Académie des beaux-arts

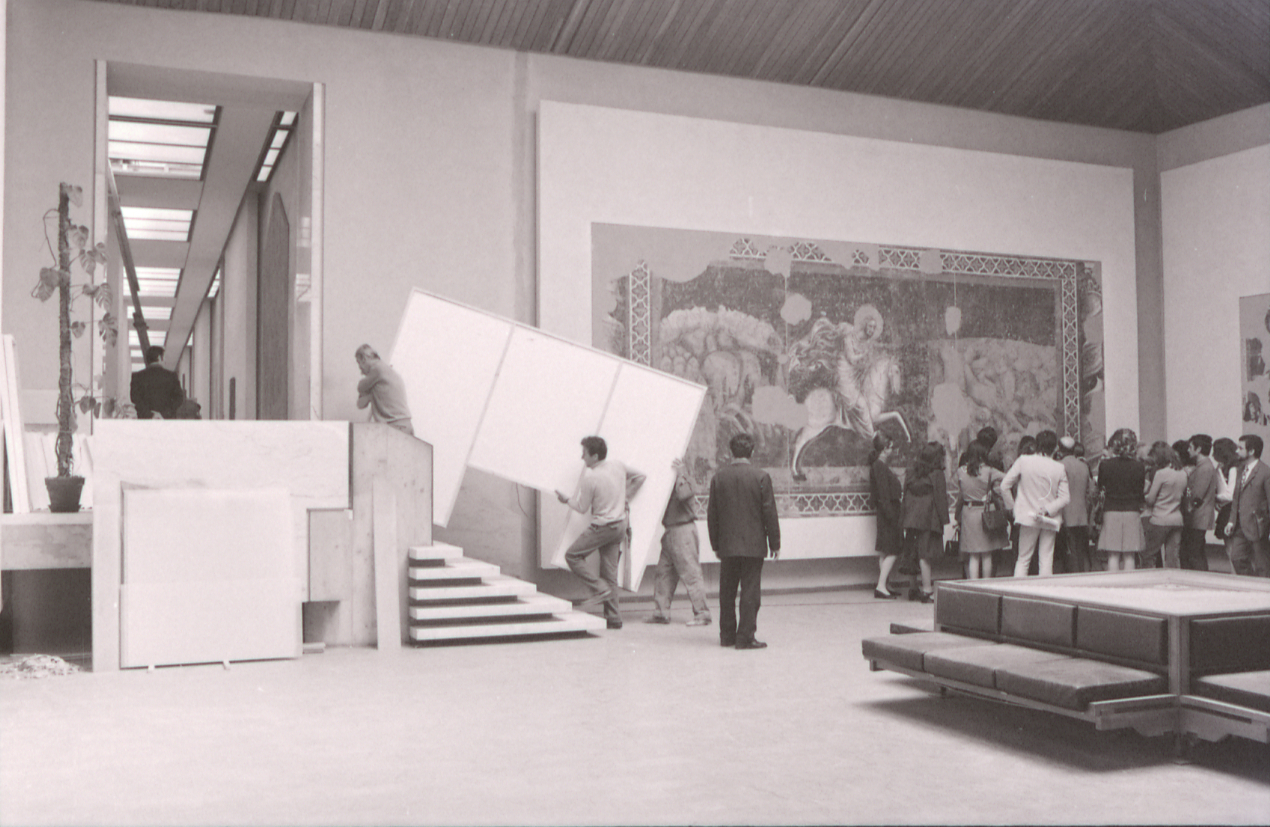
Réhabilitation de la salle des fresques, 1972.

En 1796, avec la chute du régime pontifical et la nouvelle législation républicaine, qui entraîna la suppression de nombreux couvents, de toutes les corporations de métiers et le démantèlement des sièges de l'ancien régime, le sénat bolonais décida de collecter les peintures des églises et des couvents supprimés et de l'Académie des sciences en une seule collection, rassemblant près d'un millier d'œuvres, disposées d'abord dans l'ancien couvent de San Vitale ; puis en 1802, à l'ancien noviciat jésuite de Sant'Ignazio à Borgo della Paglia, actuellement via delle Belle Arti 56, créé en 1726 par Alfonso Torreggiani comme galerie de peinture de la nouvelle Académie nationale des beaux-arts.

### XIXeetXXesiècles
Avec la chute de l'Empire napoléonien en 1815, de nombreuses œuvres réquisitionnées par les Français reviennent du Louvre à la ville. Les premiers travaux d'extension de Leandro Marconi datent de cette époque. En 1826, c'était le premier catalogue de Gaetano Giordani. Agrandi en 1844, comprenant la chapelle du Couvent, décorée de fresques sur la voûte avec l'Apothéose de saint Ignace. En 1867-1868, de nombreux tableaux d'autres suppressions sont confisqués et, en 1875, la galerie est régulièrement ouverte au public, puis en 1882, la Pinacothèque est rendue autonome par l'Académie et en 1884, les collections Zambeccari sont acquises.
Au début du XXe siècle, une nouvelle aile est construite sur la base d'un projet d'Edoardo Collamarini. À la fin des années 1960, sous le surintendant Cesare Gnudi et sur un projet de Leone Pancaldi, la salle Renaissance est construite et les fresques détachées de l'église de Sant'Apollonia di Mezzaratta sont présentées. 
En 1997, la pinacothèque est entièrement rénovée et adaptée aux normes européennes, en la dotant également d'un espace d'exposition utilisé exclusivement pour des expositions temporaires et des activités pédagogiques. La galerie de peinture compte aujourd'hui[Quand ?] parmi les galeries nationales les plus modernes et les plus importantes, connues et appréciées également à l'étranger.

## Œuvres principales des collections

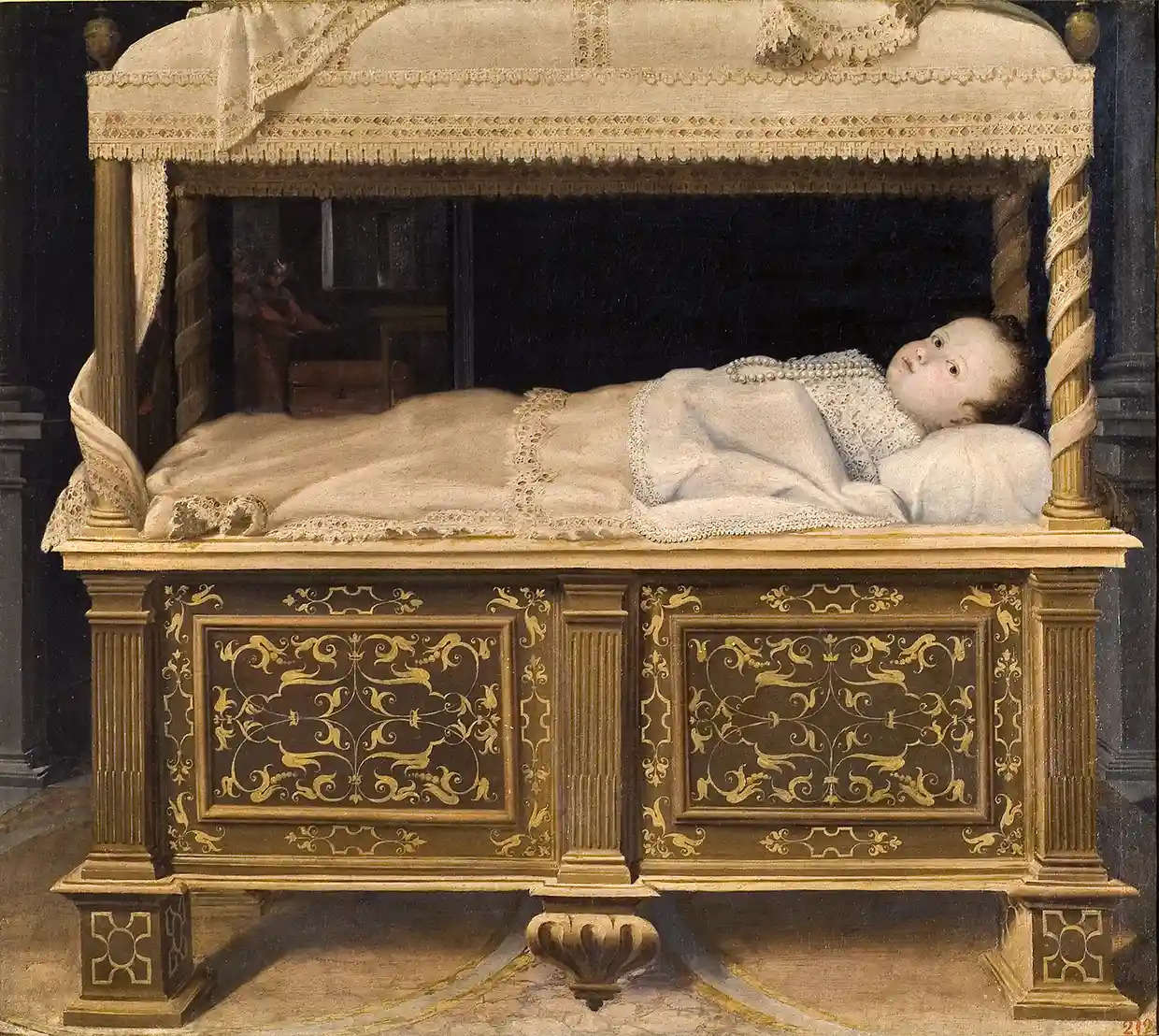
Nouveau-né dans un berceau, par Lavinia Fontana vers 1583.

### Atrium et grand escalier
- Gaetano Gandolfi, Les Noces de Cana (1775), grande toile du couvent San Salvatore, de style rococo.

### Section des primitifs
- Maestro giuntesco, Crucifix ;
- Vitale da Bologna, Saint Georges et le Dragon ;
- Pseudo Jacopino, polyptyque, Couronnement de la Vierge avec saints ;
- Simone dei Crocifissi, deux polyptyques ;
- Giovanni da Modena, Crucifix sur panneau chantourné provenant de l'église San Francesco.

### Petit salon de Giotto et desforestieri
- Giotto, Polyptyque de Bologne, polyptyque signé provenant du monastère degli Angeli ;
- Rinaldo di Ranuccio, Crucifix sur panneau chantourné, don de la collection Volpi.

### Fin du gothique
- Lippo Dalmasio, Vierge à l'Enfant et Saints, triptyque ;
- Pietro di Giovanni Lianori (en), Vierge à l'Enfant trônant avec saints (signé et daté 1433), polyptyque ;
- Michele di Matteo, Crucifix sur panneau chantourné.

### Salon des fresques
- Francesco da Rimini, Miracle de saint François, provenant du couvent San Francesco ;
- Vitale da Bologna, La Cène (1340 env.), provenant du couvent San Francesco ;
- Vitale da Bologna, Vierge à l'Enfant dite « Madonna del Ricamo » ;
- Pseudo Jacopino di Francesco, Saint Jacques à la bataille de Clavijo, provenant de l'église San Giacomo.

### Salles de Mezzaratta
Sinopie et fresques détachées de l'église Santa Apollonia di Mezzaratta :
- Vitale da Bologna, Annonciation, Nativité et Baptême du Christ ;
- Simone dei Crocifissi, Jacobus, Jacopo Avanzi et Andrea da Bologna, Histoires de l'Ancien Testament et Scènes de vie du Christ.

### Section de la Renaissance
- Antonio et Bartolomeo Vivarini, Polyptyque de la Chartreuse (1450) ;
- Cima da Conegliano, Vierge à l'Enfant ;
- Francesco del Cossa, Vierge à l'Enfant trônant parmi les saints Pétrone, Jean et Alberto Cattani, retable dei Mercanti, (1474) ;
- Ercole de' Roberti, Marie-Madeleine pleurant, visage seul, fragment des fresques de la chapelle Garganelli (1478-1490) ;
- Lorenzo Costa, Vierge à l'Enfant trônant parmi les saints Pétrone et Thècle, retable de Santa Tecla (1496) ;
- Francesco Francia, Madonna col Bambino in trono e santi et la cimaise du Cristo in pietà fra due angeli, Pala Felicini (1490 env.) ;
- Francesco Francia, Vierge à l'Enfant trônant et les saints Georges, Jean-Baptiste, Augustin, Étienne et un ange, retable des Manzuoli, provenant de l'église della Misericordia ;
- Francesco Francia, Retable Bentivoglio
- Amico Aspertini, Adoration de mages (1499 env), provenant de l'église Santa Maria Maddalena ;
- Le Pérugin, La Vierge en gloire et saints, provenant de l'église San Giovanni in Monte ;
- Raphaël, L'Extase de sainte Cécile, (1514-1516), provenant de l'église San Giovanni in Monte.

### Section du maniérisme
- Denis Calvaert, Flagellation du Christ ;
- Bartolomeo Cesi, Vierge en Gloire avec saints ;
- Giorgio Vasari, Jésus-Christ dans la maison de sainte Marthe ;
- Annibale Carracci Assomption (1592) ;
- Lodovico Carracci, Annonciation (1584 env.) ;
- Agostino Carracci, Communion de saint Jérôme (1592).

### Guido Reni
- Guido Reni, Sibylle (1635-36 env.) ;
- Guido Reni, Le Massacre des Innocents (1611).

### Salles du Settecento et de l'Ottocento
- Francesco Filippini, In Montagna (1890)
- Giuseppe Maria Crespi, Jeune fille avec une rose et un chat (1705 env.)

## Galerie

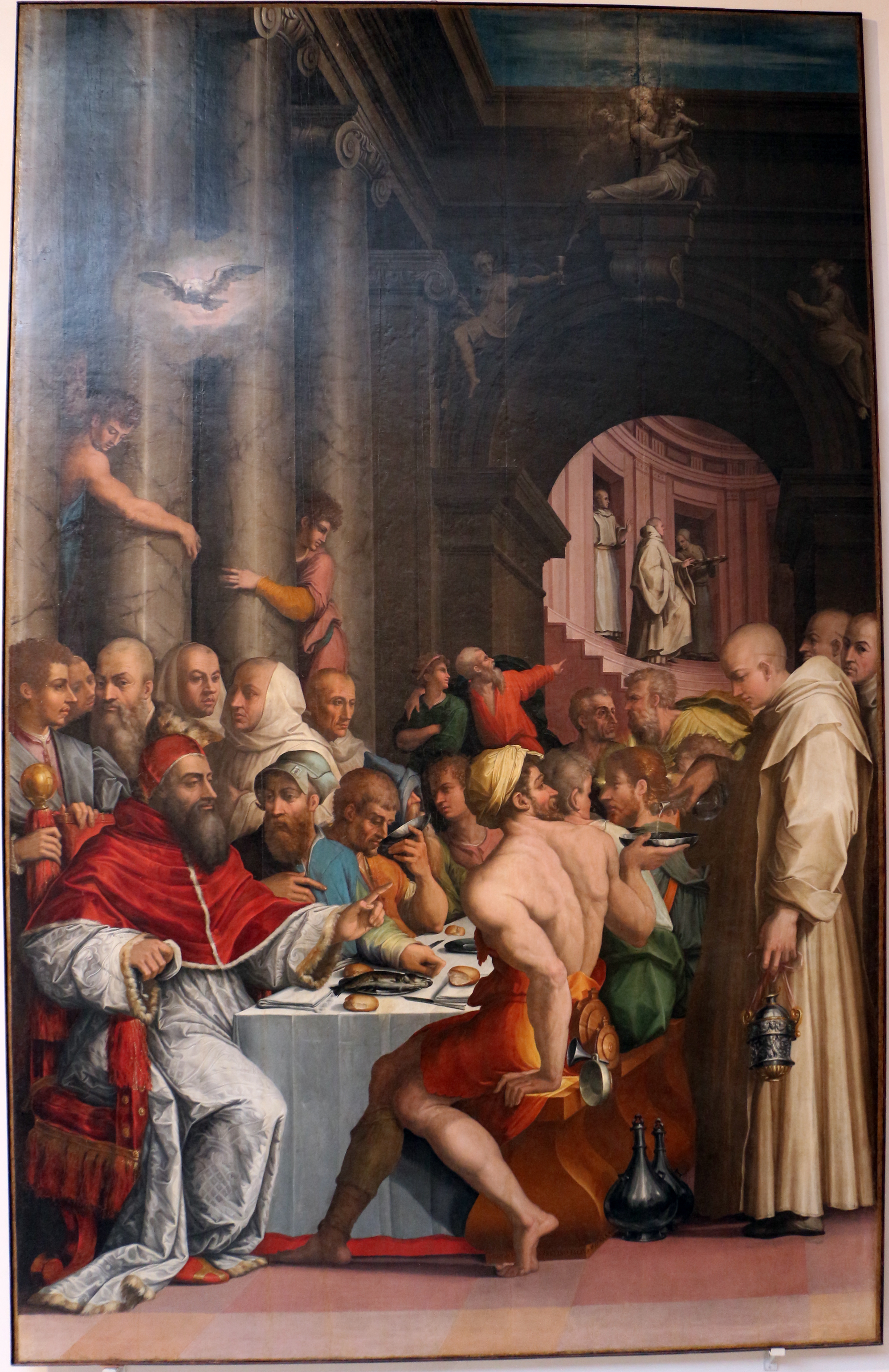
Giorgio Vasari, Dîner dans la maison de saint Grégoire le Grand, 1540.
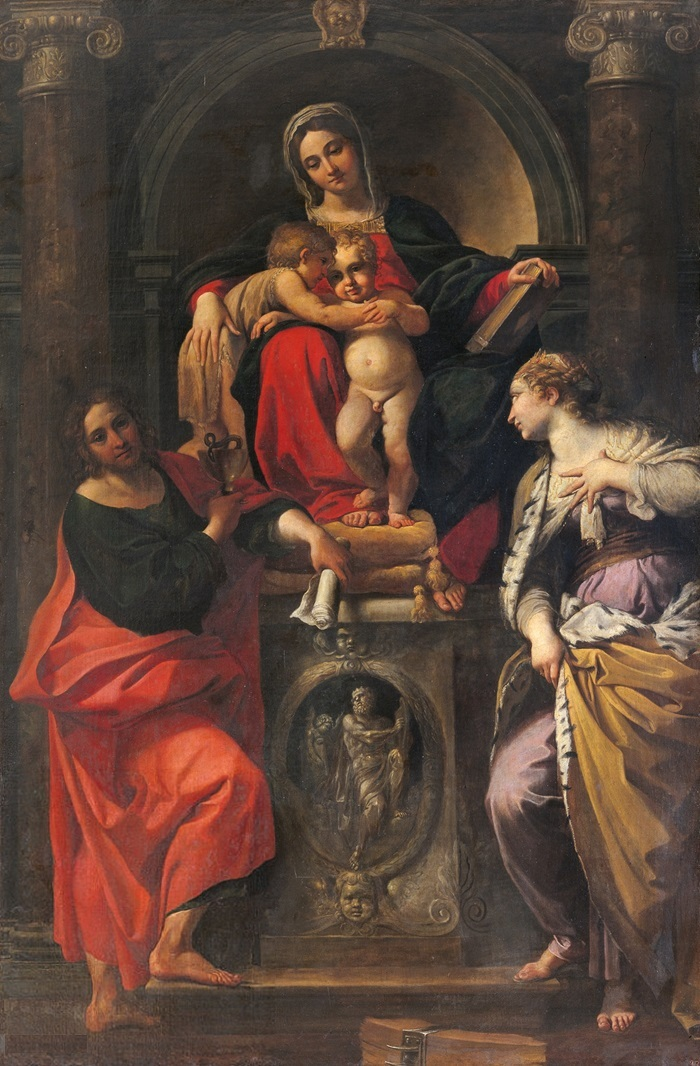
Annibale Carracci, Pala di San Giorgio, 1593.
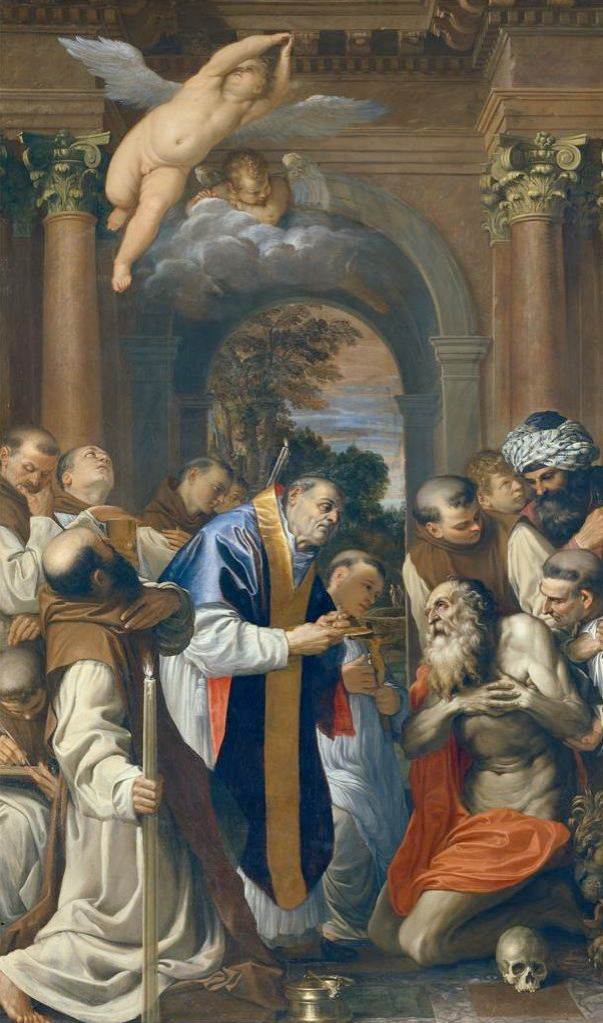
Agostino Carracci, La Mort de saint Jérôme, 1592-1597.
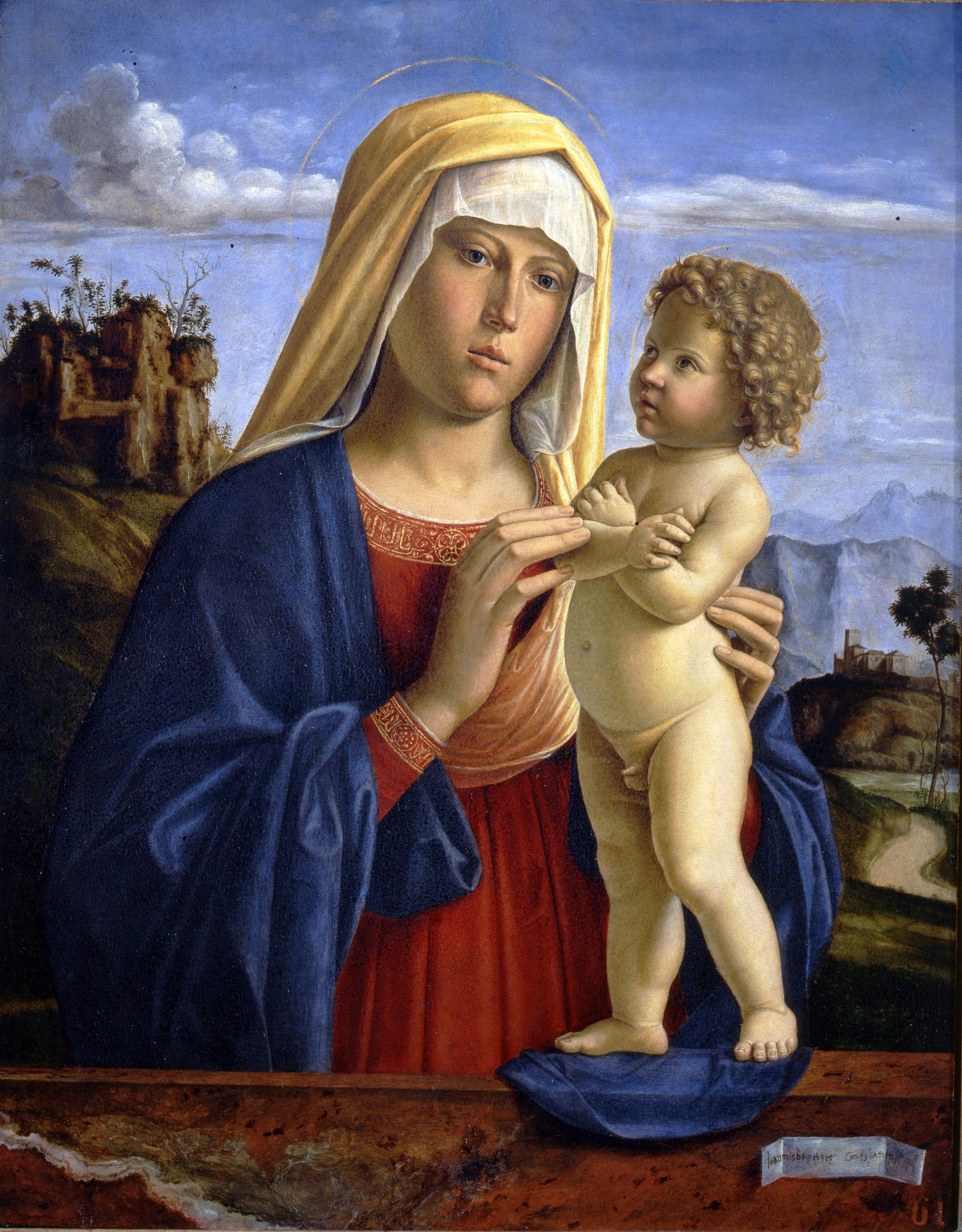
Cima da Conegliano, Vierge à l'Enfant, vers 1495.
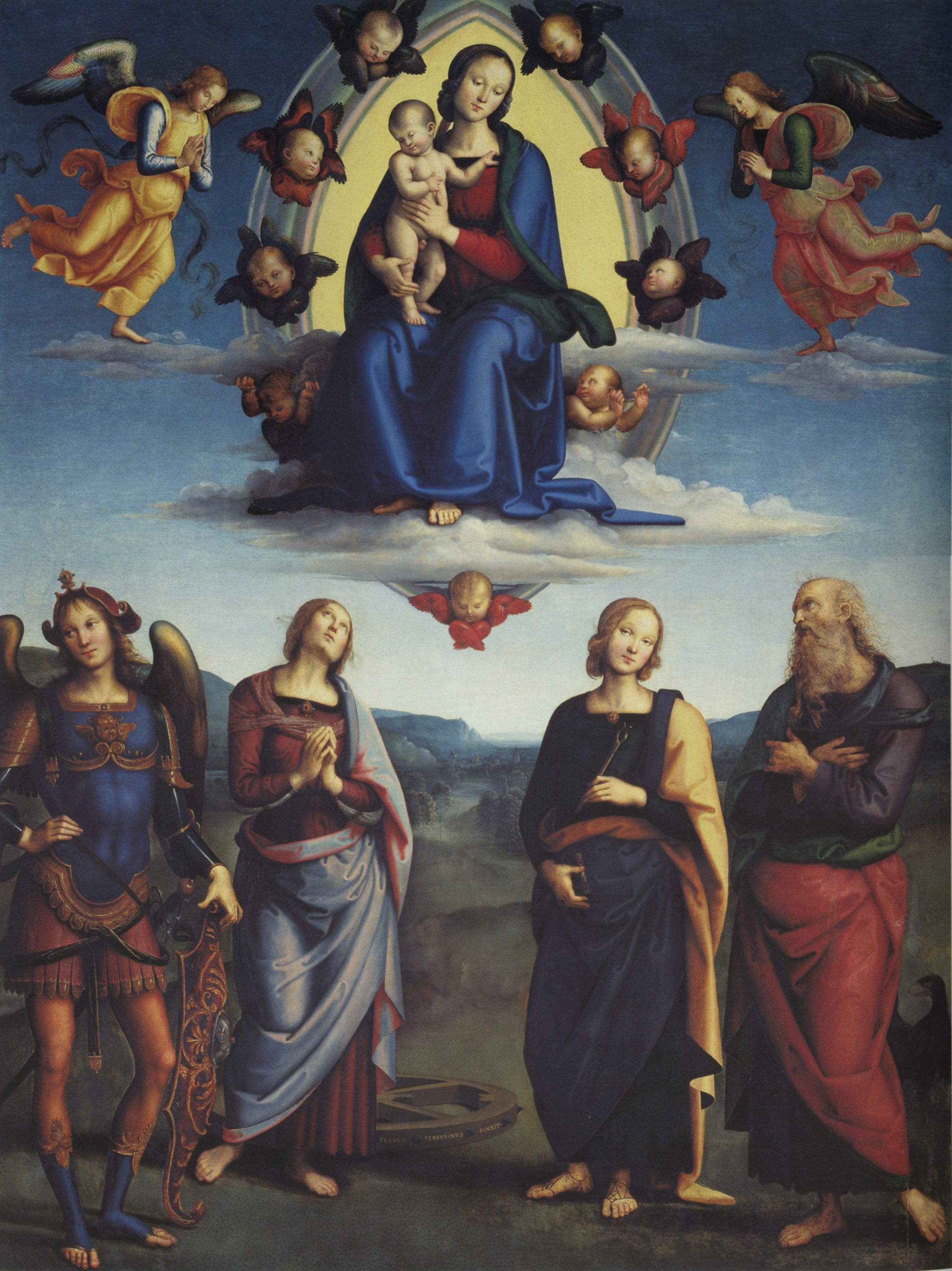
Le Pérugin, La Vierge en gloire et saints, 1500.
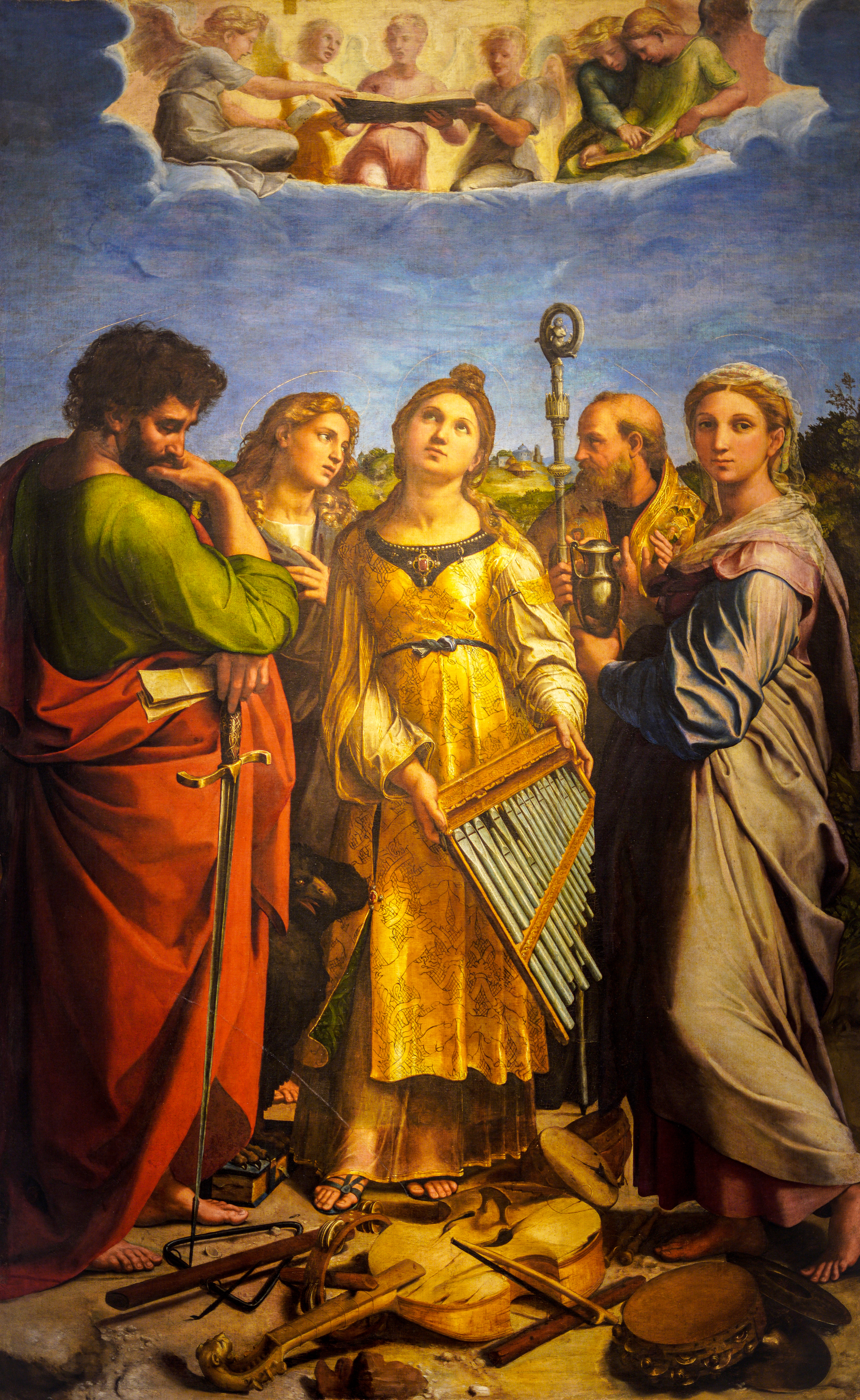
Raphaël, L'Extase de sainte Cécile, 1514.
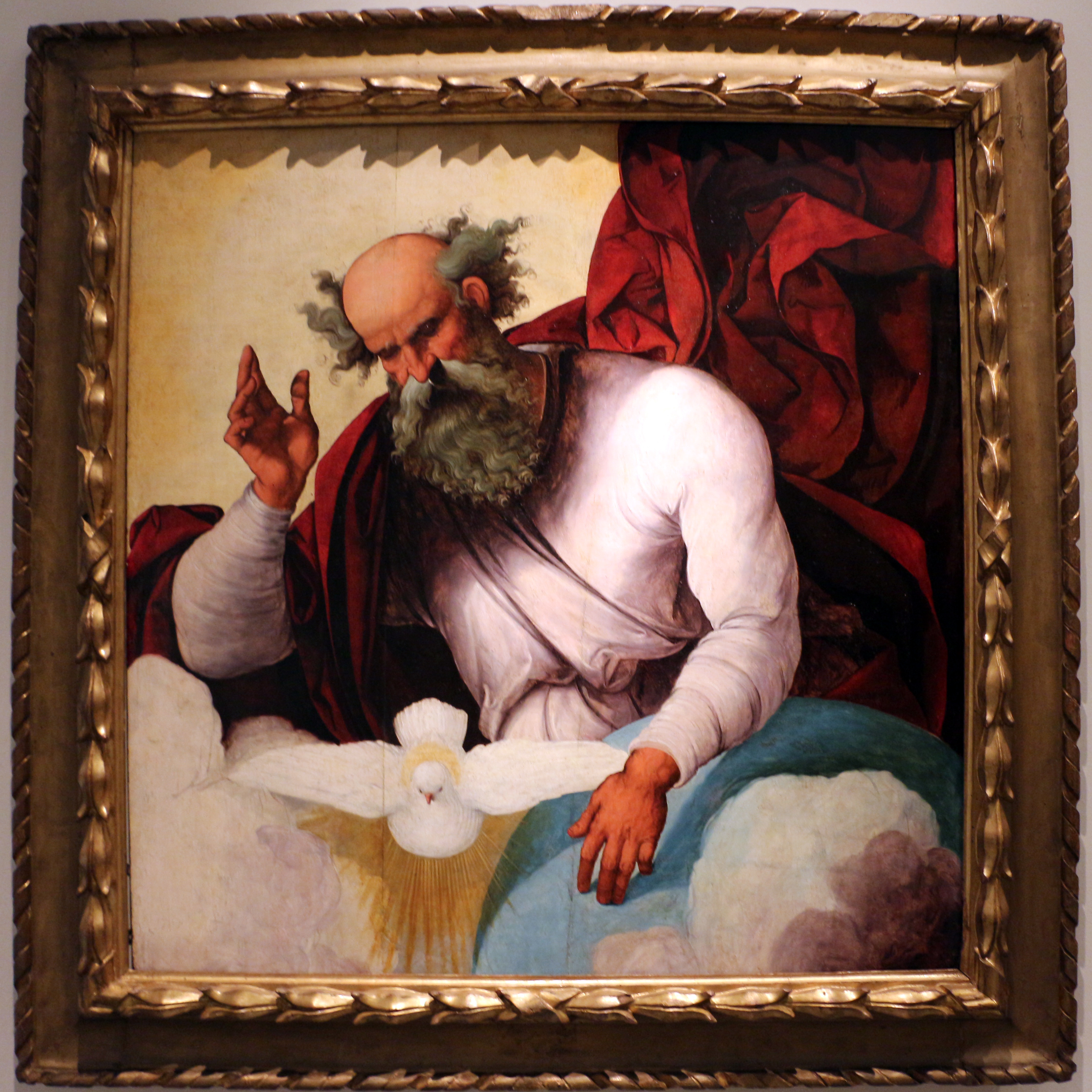
Ludovico Mazzolino, Le Père éternel, 1524.
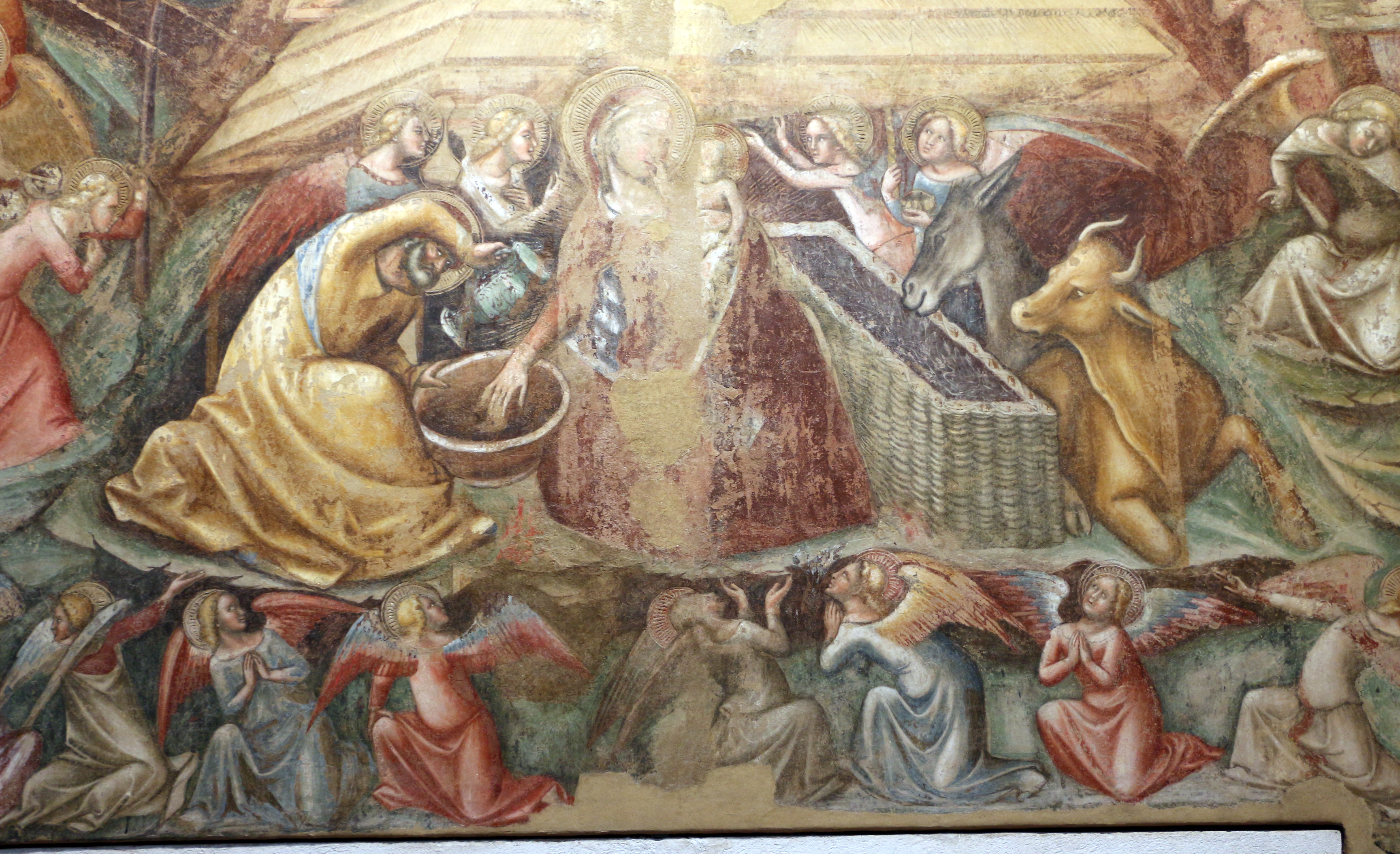
Vitale da Bologna, Annonciation, Nativité et Baptême du Christ, 1340-1345.
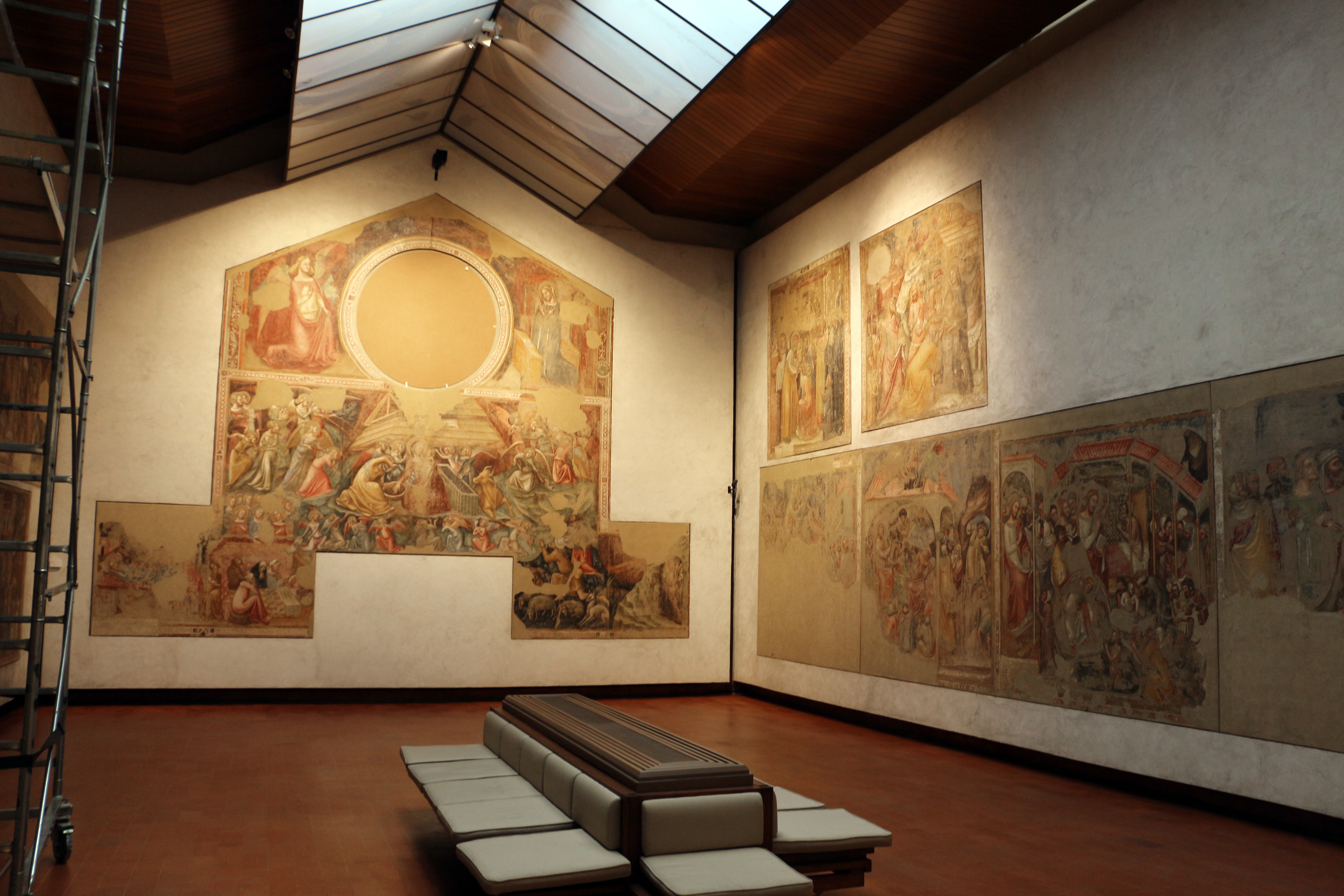
Fresques de l'église Santa Apollonia di Mezzaratta, à partir de 1328.
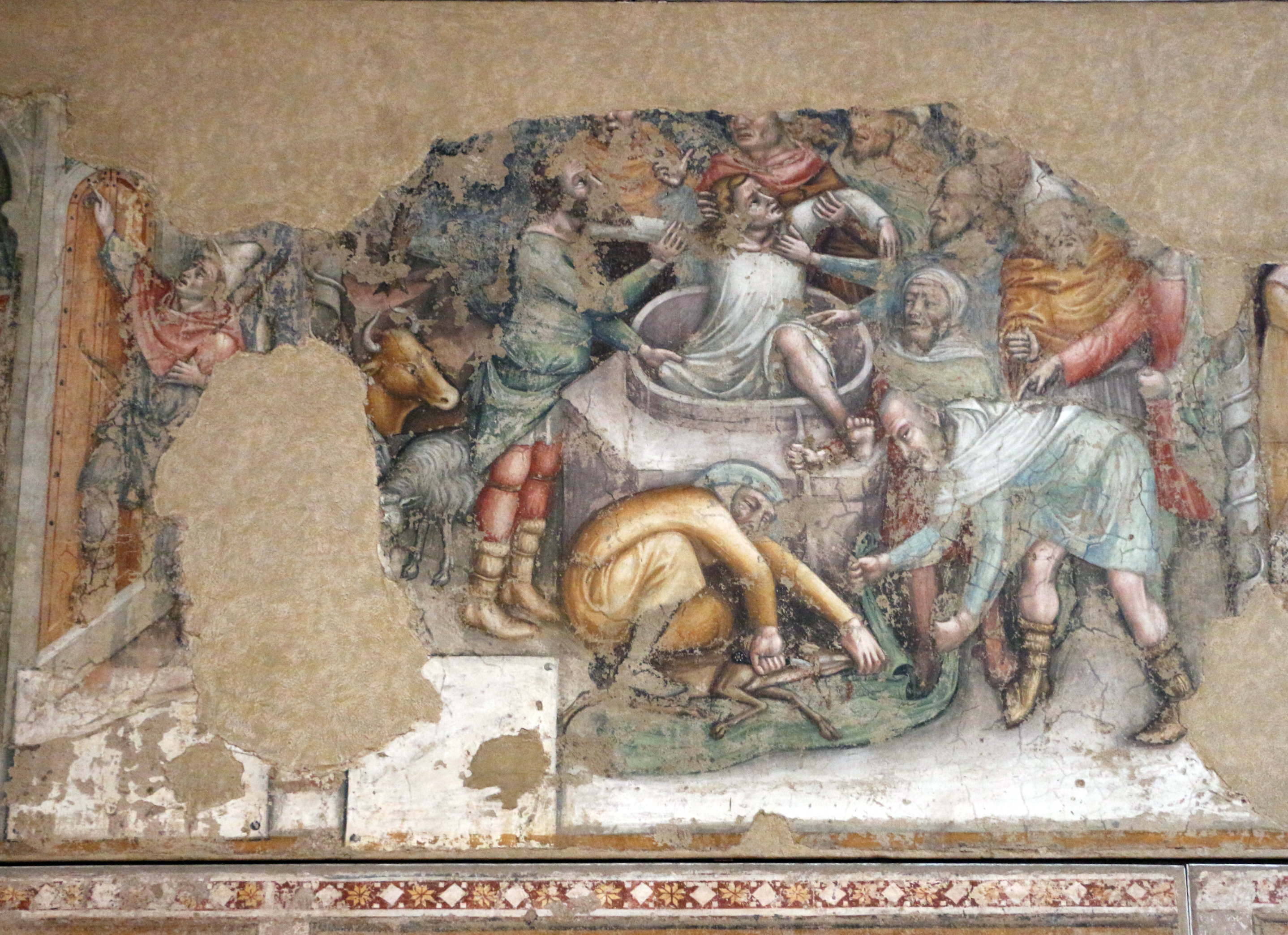
Anonyme bolonais, Joseph descend dans le puits, 1330-1375.
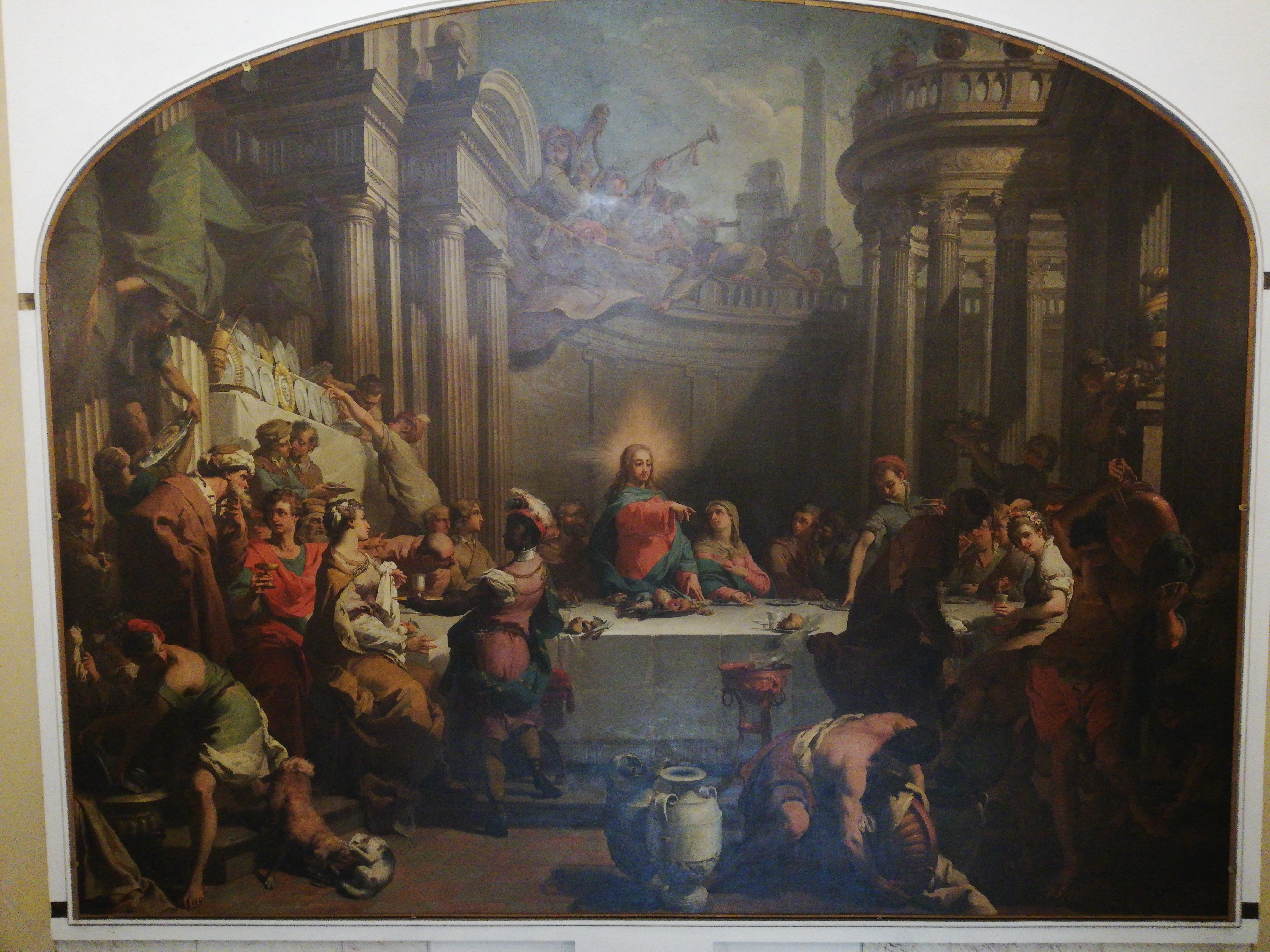
Gaetano Gandolfi, Les Noces de Cana, 1775.
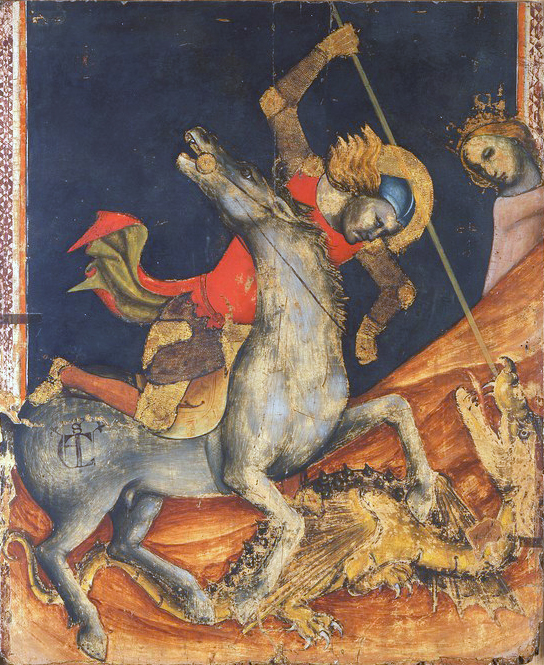
Vitale da Bologna, Saint Georges et le Dragon, vers 1350.
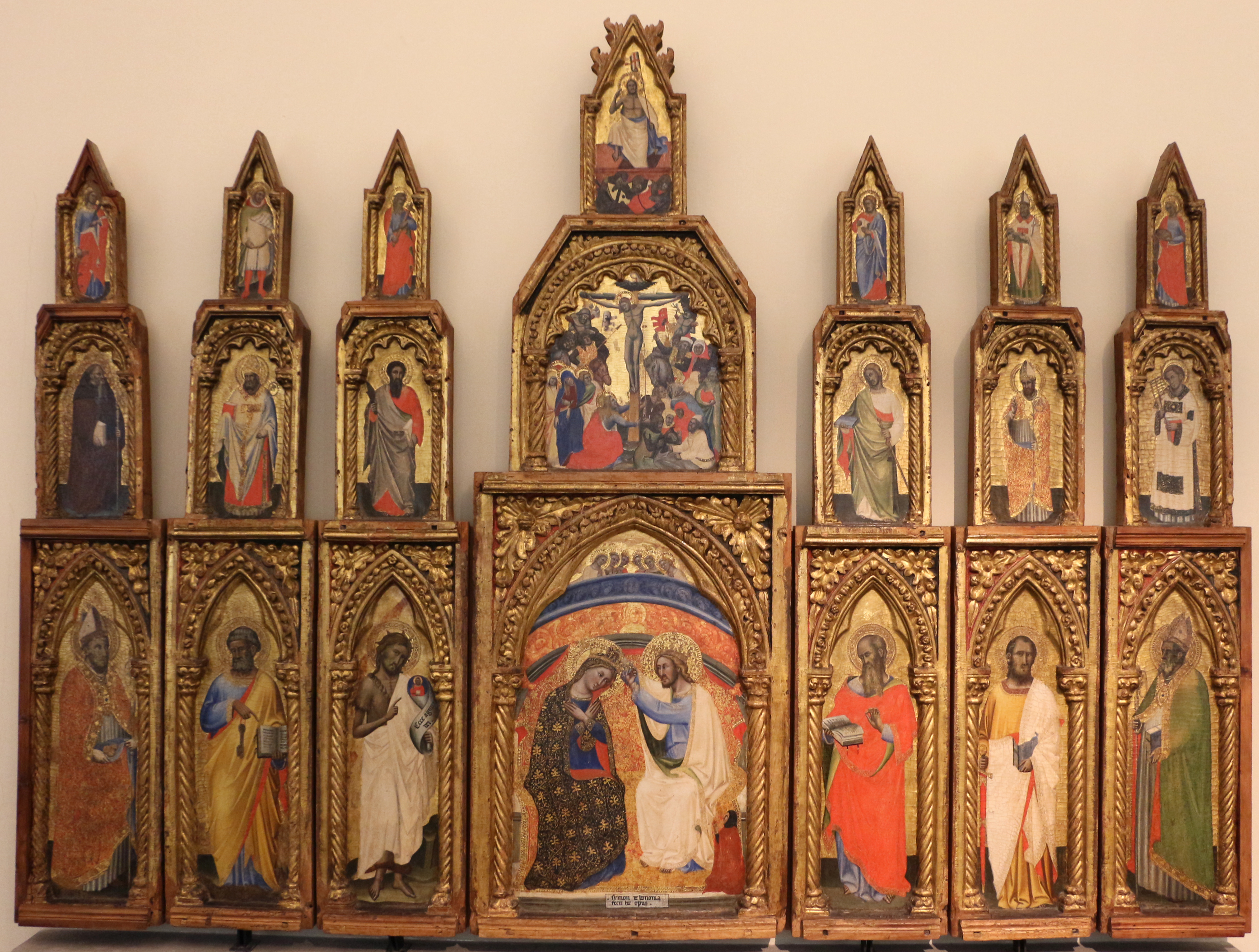
Simone dei Crocifissi, Polyptyque de saint Dominique, 1365.
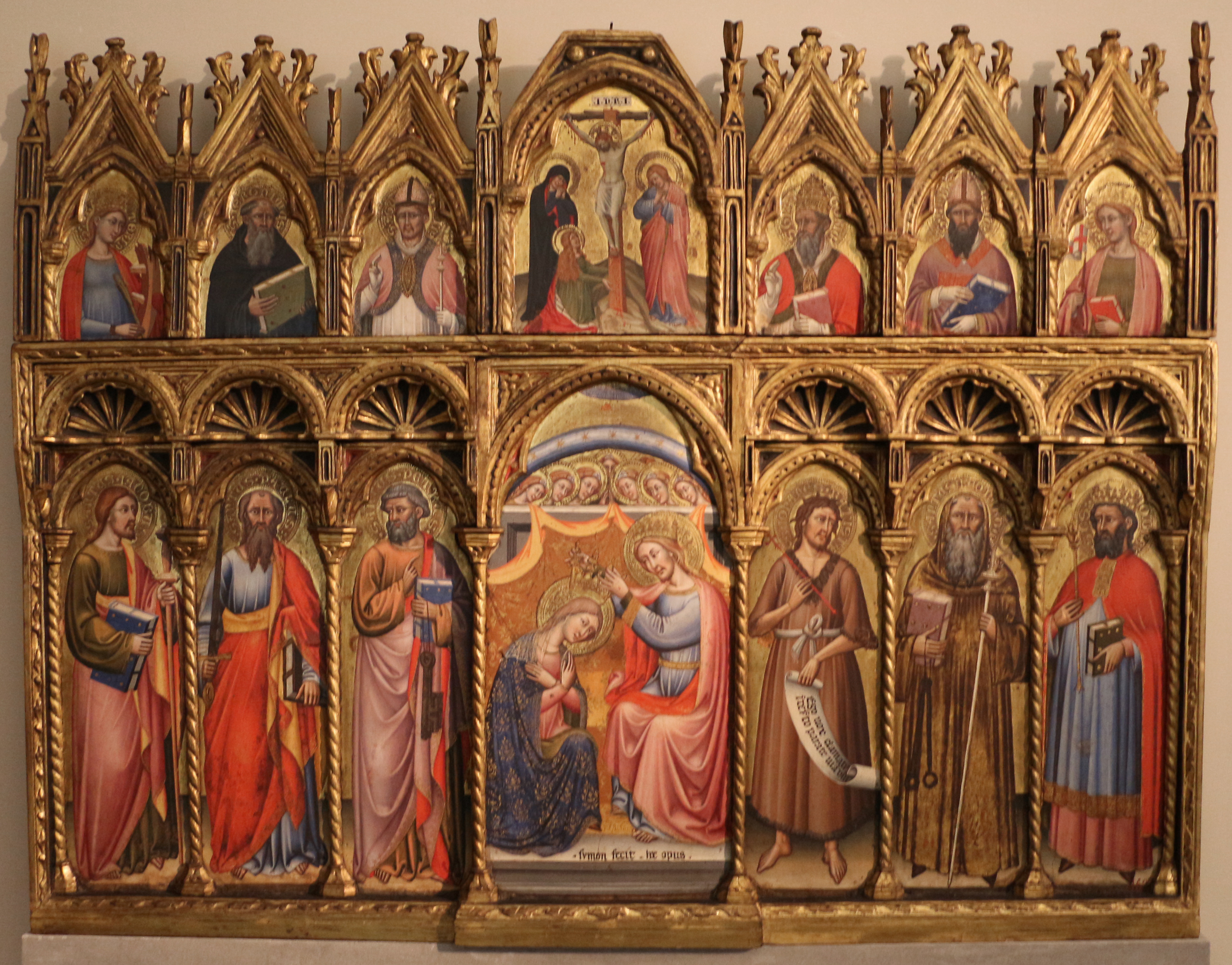
Simone dei Crocifissi, Polyptyque des saints Léonard et Ursule, 1385.
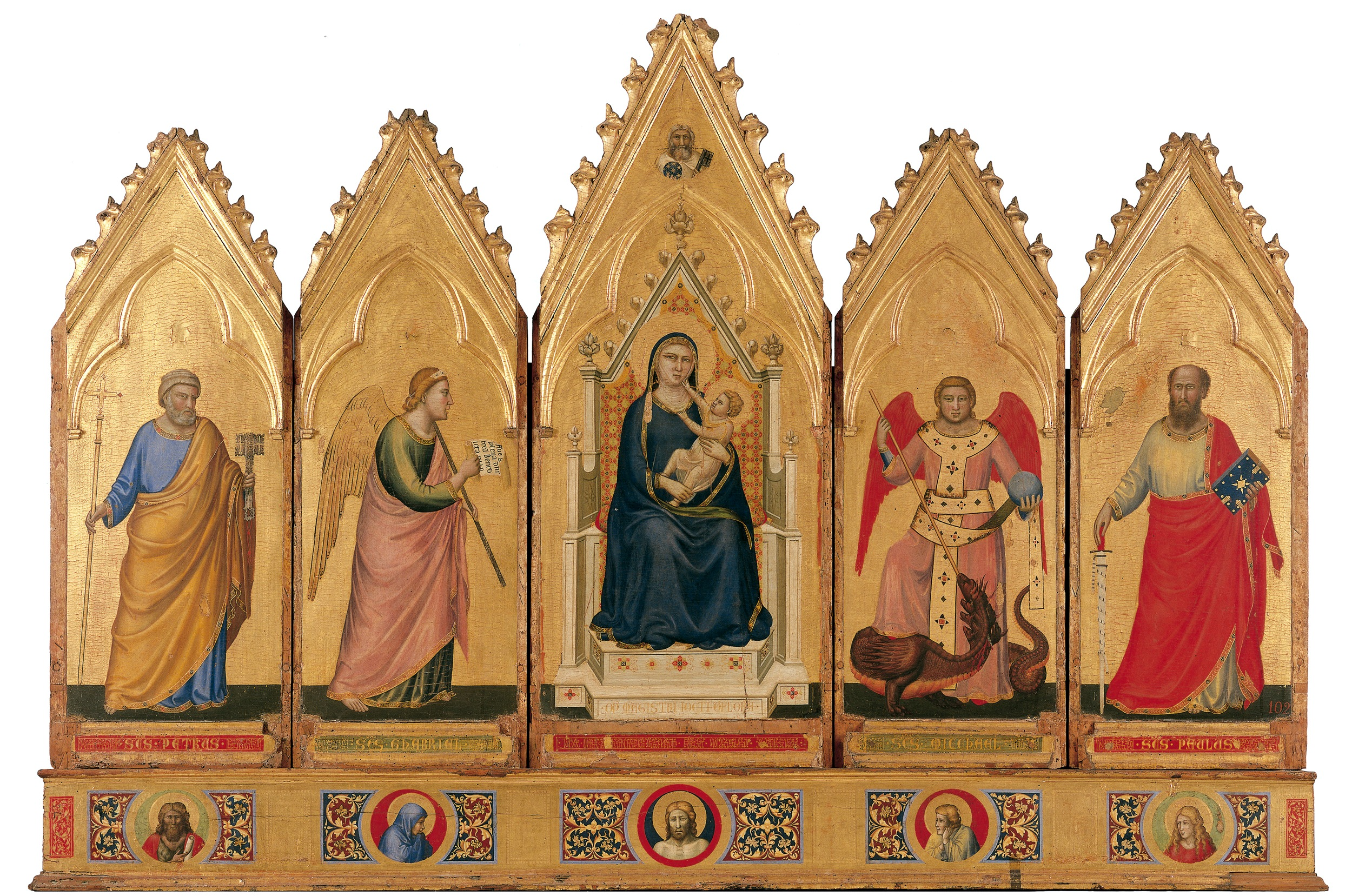
[[Giotto di Bondone|
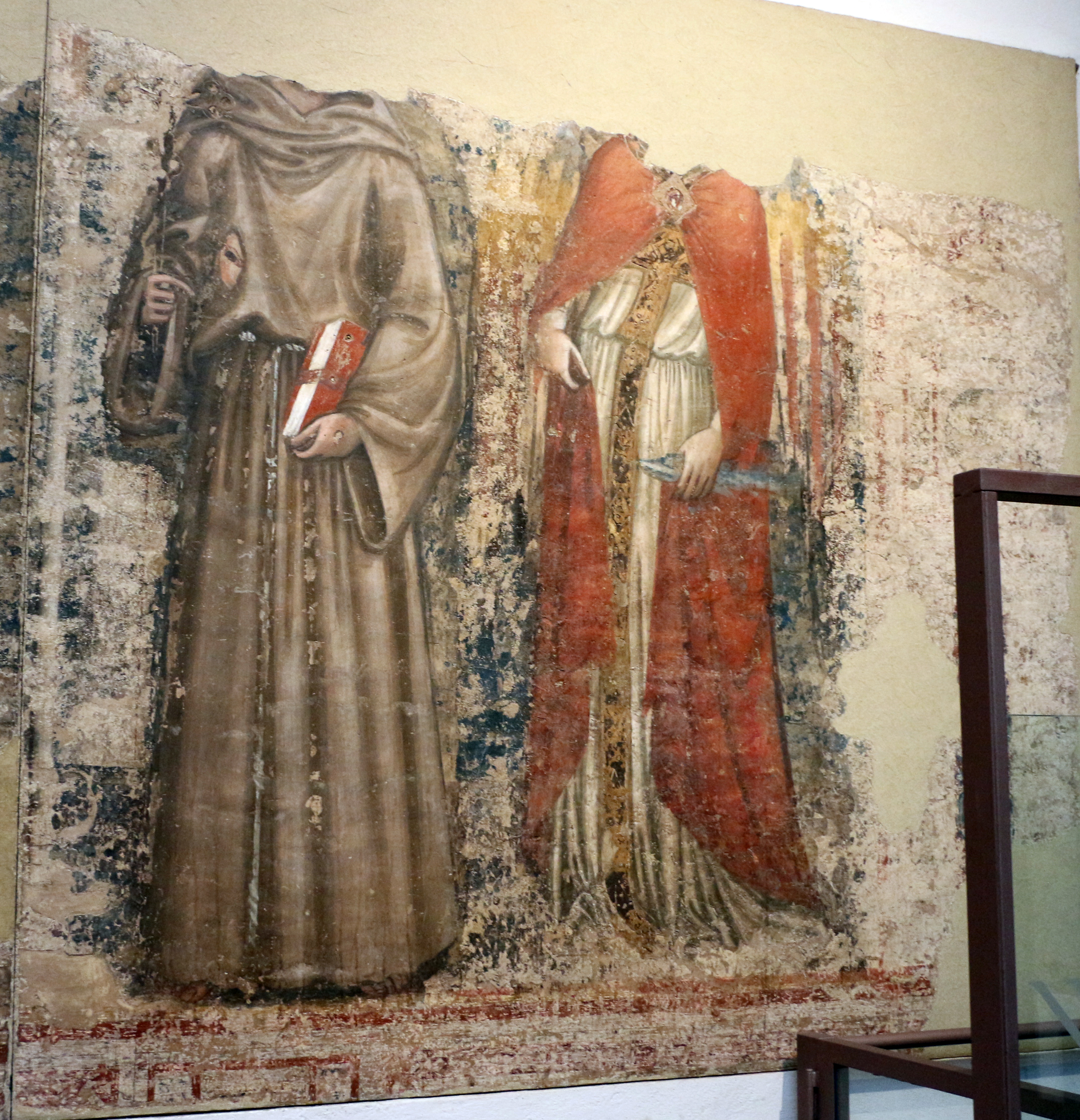
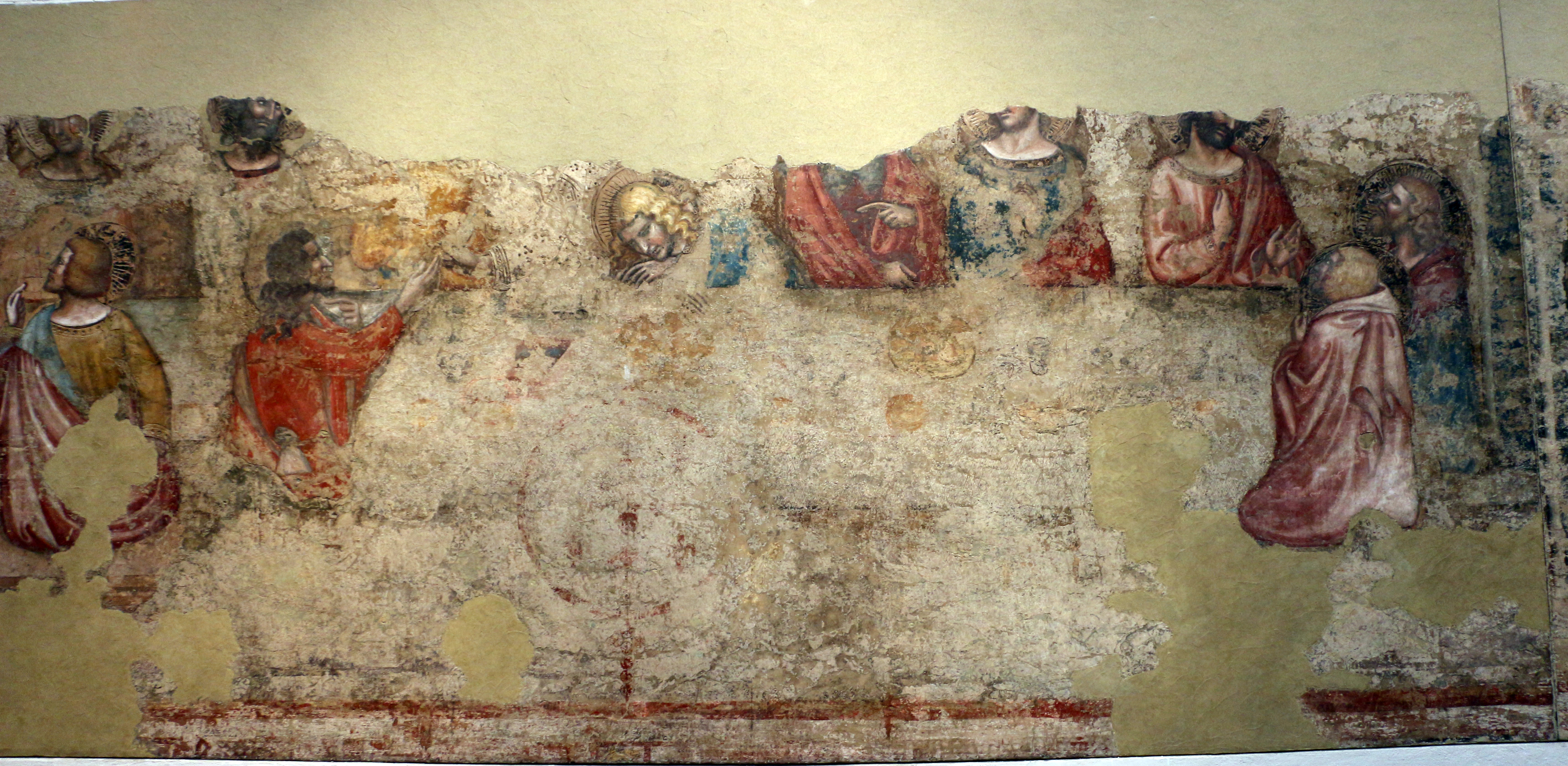
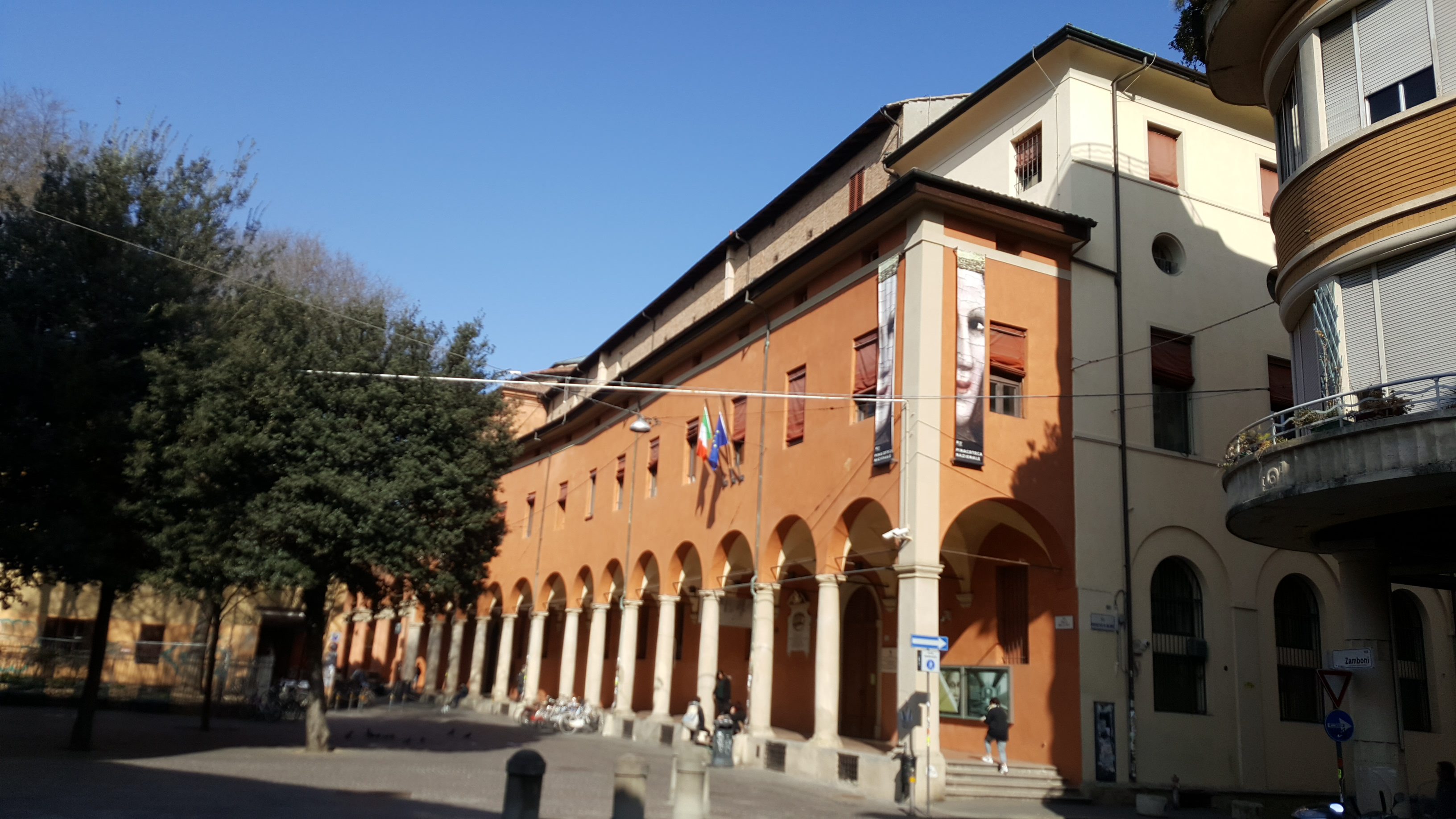
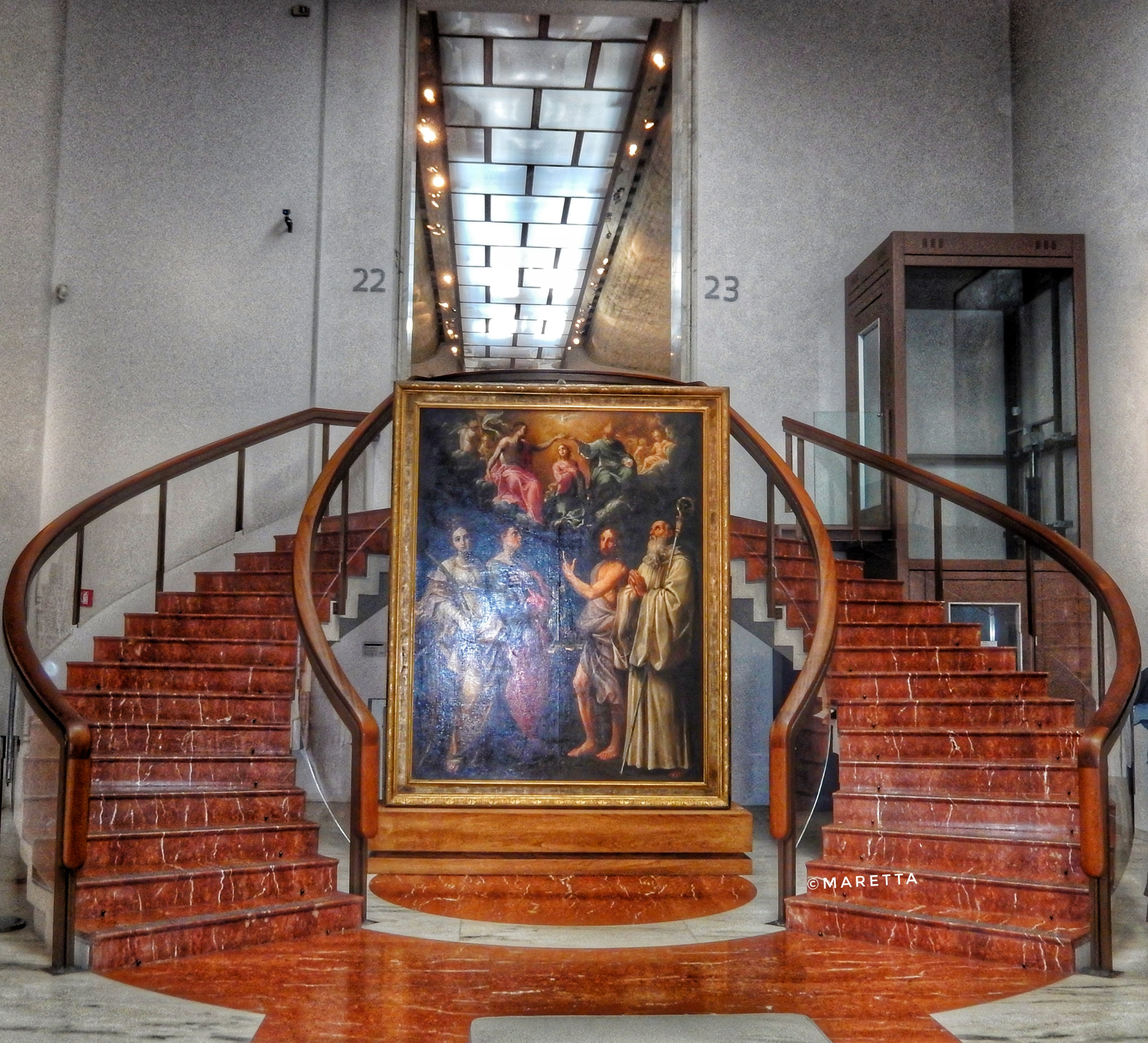
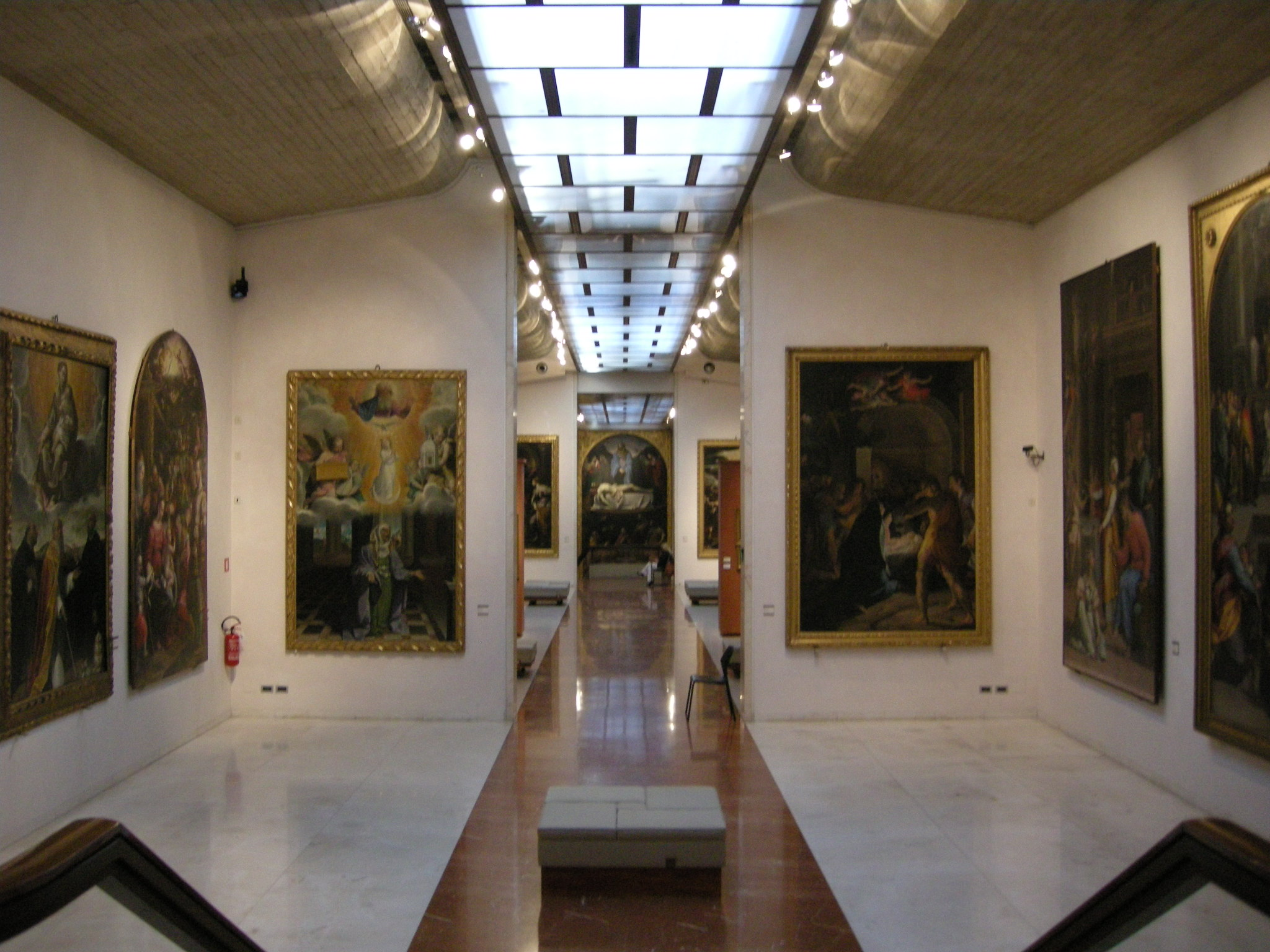